# Paul Schinke
Paul Schinke (Delitzsch, 1991. május 16. –) német labdarúgó, aki jelenleg a Lokomotive Leipzig középpályása.

## Pályafutása
Fiatal korában több lipcsei klubban is megfordult. A Werder Bremen akadémiáján 2006 és 2009 között nevelkedett. Első felnőtt bajnoki mérkőzése a 2008-09-es szezonban a Regionalliga Nord csoportjában volt. A  Sachsen Leipzig csapat színeiben a Holstein Kiel ellen a 64. percben lépett pályára az 1-1-es döntetlennel záruló mérkőzésen. Még ebben a szezonban megszerezte első gólját is a Hansa Rostock II ellen.
A 2009-10-es szezont már a Energie Cottbus II csapatának játékosaként kezdte meg. Többnyire csak kiegészítő emberként számoltak vele, de 15 bajnoki mérkőzésen 2 gólt így is szerzett. 2010 nyarán csatlakozott az RB Leipzig csapatához, 2 éves szerződést kötött a klubbal. 2011. március 6-án a Hamburger SV II ellen duplázott, majd két hónappal később a ZFC Meuselwitz ellen is két gólt szerzett. A 2010-11-es szezon előtt egy évvel meghosszabbították szerződését. Többnyire csak a tartalék csapatban kapott lehetőséget a második szezonjában, de 8 bajnokin a felnőttek közt is bizonyíthatott.

## Statisztika
| Klub               | Szezon   | Bajnokság | Bajnokság | Kupa  | Kupa | Nemzetközi | Nemzetközi | Összesen | Összesen |
| Klub               | Szezon   | Mérk.     | Gól       | Mérk. | Gól  | Mérk.      | Gól        | Mérk.    | Gól      |
| ------------------ | -------- | --------- | --------- | ----- | ---- | ---------- | ---------- | -------- | -------- |
| Sachsen Leipzig    | 2008-09  | 15        | 2         | -     | -    | -          | -          | 15       | 2        |
| Energie Cottbus II | 2009-10  | 15        | 2         | -     | -    | -          | -          | 15       | 2        |
| RB Leipzig         | 2010-11  | 21        | 4         | -     | -    | -          | -          | 21       | 4        |
| RB Leipzig         | 2011-12  | 8         | 0         | 1     | 0    | -          | -          | 9        | 0        |
| RB Leipzig         | 2012-13  | 13        | 0         | -     | -    | -          | -          | 13       | 0        |
| RB Leipzig         | 2013-14  | 0         | 0         | -     | -    | -          | -          | 0        | 0        |
| RB Leipzig II      | 2013-14  | 12        | 2         | -     | -    | -          | -          | 12       | 2        |
| RB Leipzig II      | 2014-15  | 27        | 9         | -     | -    | -          | -          | 27       | 9        |
| Lokomotive Leipzig | 2015-16  | 26        | 7         | -     | -    | -          | -          | 26       | 7        |
| Lokomotive Leipzig | 2016-17  | 14        | 3         | -     | -    | -          | -          | 14       | 3        |
| Összesen           | Összesen | 151       | 29        | 1     | 0    | 0          | 0          | 152      | 29       |